# Jeu de paume

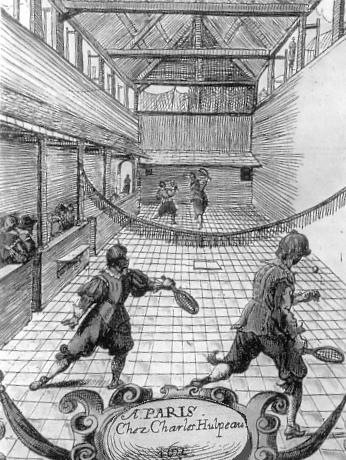
Jeu de paume a 17. században

A jeu de paume egy Franciaországból származó labdajáték; a teniszre hasonlít. Fedett pályán (aulában, csarnokban) játszott tenisz. Korábban olimpiai sportág volt, ebben a sportban rendeznek a legrégebb óta világbajnokságot, az első világbajnokságot kb. 250 éve rendezték. Eredetileg jeu de paulme-nak hívták, néhány írásban courte paume vagy "real tennis" a neve.
A játék eredeti verziójában a labdát a kezükkel ütötték, mint a röplabdában, később már ütőt használtak (az 1600-as évektől). Ez a labdajáték a tenisz "őse". Franciaországban a játékot, amennyiben fedett helyszínen játsszák, jeu de courte paume vagy courte paume néven nevezik; amennyiben nyitott térben zajlik a játék, akkor a longue paume nevet használják. A játékot különböző méretű pályákon játsszák.
Az 1908-as nyári olimpiai játékokon az amerikai Jay Gould nyerte az aranyérmet. 1740 óta minden szeptemberben megrendezik az amatőr világbajnokságot. Ez a legrégebbi ma is aktív sport, amiből világbajnokságot rendeznek.